# Abílio Marçal
Abílio Correia da Silva Marçal foi advogado, político e jornalista que chegou a presidente do Parlamento português durante os primeiros anos da República.
Abílio Marçal foi natural da freguesia de Cernache de Bonjardim (Sertã), nasceu a 3 de Junho de 1867 e faleceu no mesmo  chalé na localidade onde nascera a 23 de Junho de 1925. Foi filho de António Correia da Silva e de Edviges da Conceição Marçal Correia. Formou-se em Direito na Universidade de Coimbra em 1892 e foi naquela cidade que conviveu de perto com a política que, ao longo da sua vida, seria a sua grande paixão.
Fundou o jornal “Echo da Beira” em 1896. Foi nomeado administrador do concelho da Sertã em 1904 e novamente em 1913.

“…um dos homens mais influentes da política portuguesa do início do século XX e que deixou também uma marca indelével na história do concelho da Sertã ”

— Carlos Miranda, presidente da Câmara Municipal da Sertã.
Com a implantação da República, tornou-se um dos principais pivôs do novo regime da região. Em 1915 foi eleito deputado pelo Círculo de Castelo Branco prometendo uma série de obras relevantes para o concelho da Sertã, sobretudo para a freguesia de Cernache do Bonjardim, que se viriam a concretizar em anos seguintes, como é exemplo: a conclusão da ponte da Bouçã e da respetiva estrada, a fundação de um jardim-escola João de Deus, a criação de um sub-posto da Guarda Nacional Republicana, a conclusão e abertura do Mercado Bitencourt e a reforma do Colégio das Missões Ultramarinas. Em 1917, Abílio Marçal tornou-se diretor do Instituto das Missões Laicas, responsável pelas Missões Civilizadoras nas colónias portuguesas. 
Foi eleito Deputado em 1915, 1919, 1921 e 1922, pelo círculo de Castelo Branco, nas listas do Partido Democrático, tendo sido Presidente da Câmara dos Deputados de Dezembro de 1920 a Junho de 1921.